# Butan-1-amina
La butan-1-amina és una amina primària, i la seva fórmula molecular és C4H11N.
És un compost orgànic amb la fórmula CH3(CH2)3NH2. Aquest líquid incolor és una de les quatre amines isomèriques del butà, les altres són sec-butilamina, tert-butilamina i isobutilamina. És un líquid que té l'olor de peix, semblant a l'amoníac comú a les amines. El líquid adquireix un color groc en emmagatzemar-se a l'aire. És soluble en tots els dissolvents orgànics. Els seus vapors són més pesats que l'aire i produeix òxids tòxics de nitrogen durant la combustió.

## Preparació
Es pot obtenir a partir de la reducció de butanamida o butanonitril amb HLi i AlH3 produint així butan-1-amina. També s'obtendria a partir de pentilamida, que s'obté de la reacció de la pentanamida amb el brom, en medi aquós fortament alcalí, s'obté butan-1-amina i a més, també diòxid de carboni CO2. Una altra manera d’adquirir-lo és a partir de butanal, que aquest al reaccionar amb l'amoníac NH3, produeix 1-butilimina. En ser tractat posteriorment amb un reductor com l'hidrogen o el níquel, se sintetitza la butan-1-amina. Finalment, aquest compost també es pot aconseguir a partir d’halogenurs de n-propil.

## Usos
Aquest compost s'utilitza com a ingredient en la fabricació de pesticides (com tiocarbazides), productes farmacèutics i emulsionants. També és un precursor per a la fabricació de N,N′-dibutiltiourea, un accelerador de vulcanització de cautxú, i n-butilbenzensulfonamida, un plastificant de niló. S'utilitza en la síntesi de fengabina, el fungicida benomyl, i butamoxà, i l'antidiabètic tolbutamida.

## Seguretat
La LD a les rates per la via d'exposició oral és de 366 mg/kg.
Pel que fa a les exposicions ocupacionals a la n-butilamina, l'Administració de Seguretat i Salut en el Treball i l'Institut Nacional de Seguretat i Salut en el Treball han establert límits d'exposició laboral en un límit de 5 ppm (15 mg / m3) per a l'exposició dèrmica.